# Gaspar Gálvez Burgos
Gaspar Gálvez Burgos (Còrdova, 7 de juliol de 1979) és un futbolista andalús, que ocupa la posició de defensa. Ha estat internacional sub-21 amb la selecció espanyola de futbol.

## Trajectòria
Provinent del Séneca de la seua ciutat natal, comença a destacar al filial de l'Atlètic de Madrid, amb qui juga a Segona Divisió a finals de la dècada dels 90. La temporada 98/99 debuta amb el primer equip, i a l'any següent es consolida amb els matalassers sumant 27 partits.
La 00/01 la juga entre l'Atlético i el Reial Oviedo. L'estiu del 2001 fitxa pel Reial Valladolid. Amb els castellans passa una primera temporada discreta, però augmenta la seua contribució a la següent, amb 24 partits. La temporada 03/04 retorna a l'Atlètic de Madrid, tot jugant altres 27 partits.
Sense de nou continuïtat al club madrileny, la 04/05 la juga amb l'Albacete Balompié, i la següent, amb el Deportivo Alavés, amb qui baixa a Segona Divisió. Romandria dos anys més amb els alabesos a la categoria d'argent, sent titular.
La temporada 08/09 retorna a la seua ciutat per militar en el Córdoba CF, també de Segona Divisió.